# Jelena Zrinski
Jelena Zrinski (mađarski: Zrínyi Ilona), (Ozalj, 1643. – Nikomedija, Turska, 18. veljače 1703.), hrvatska velikašica iz obitelji knezova Zrinskih.

## Životopis
Grofica Jelena Zrinski bila je istaknuta junakinja u borbi za nacionalno oslobođenje Hrvatske i Ugarske od habsburške apsolutističke vlasti.

### Podrijetlo i obitelj
Rođena je kao kći Petra IV. Zrinskog (1621. – 1671.), znamenitog hrvatskog bana i mučenika, i njegove supruge Katarine Zrinski rođ. Frankopan, spisateljice i prevoditeljice. Bila je njihovo najstarije dijete, kasnije dobivši još dvije mlađe sestre (Juditu Petronilu (1652. – 1699.), te Auroru Veroniku (1658. – 19. siječnja 1735.) i jednog brata (Ivana IV. Antuna (26. kolovoza 1654. – 11. studenog 1703.), koji su bili posljednji izdanci slavne velikaške obitelji.
Od najranije mladosti bila je na glasu po svojoj izuzetnoj ljepoti i vrsnom obrazovanju. O njenom školovanju nema puno podataka, tek da je visok stupanj obrazovanosti stekla u krugu svoje obitelji, uz majku i oca, hrvatske književnike i erudite, ali i strica Nikolu Zrinskog Čakovečkog.

### Udaja u Ugarsku
Dana 1. ožujka 1666. Jelena se udala u Ugarsku za Franju I. Rákóczija (na mađarskom: I. Rákóczi Ferenc), erdeljskog kneza, i pridružila nezadovoljnom ugarskom plemstvu koje se suprotstavilo centralističkim težnjama Bečkog dvora, što je nešto kasnije dovelo i do otvorenog oružanog sukoba (u sedamdesetim i osamdesetim godinama 17. stoljeća), odnosno do pravog rata za ugarsku nezavisnost, koji je završio početkom 18. stoljeća porazom pobunjenika. Ti su događaji u historiografiji poznati i kao „Ustanak kuruca“, odnosno u prijevodu „Ustanak križara“. Hrvatska historiografija taj ustanak naziva Ustanak Franje I. Rákóczija (ne miješati s ustankom Franje II.)
S Rákóczijem je Jelena imala troje djece, među kojima i Franju II. (na mađarskom: Ferenc II.), kasnijeg erdeljskog kneza i vođu ustanika. Nakon Rákóczijeve smrti 1676. godine preudala se 1682. za Mirka Thökölyja (na mađarskom: Imre Thököly), također erdeljskog kneza. S njim se istaknula u ustaničkim redovima, koje su podupirali Turci, a osobito je odjeknula njena trogodišnja (1685. – 1688.) obrana utvrde Palanoka u Mukačevu (na mađarskom: Munkács), koja se tada nalazila u Ugarskoj, a danas je to teritorij Ukrajine. Početkom 1688. godine situacija je bila takva da se utvrda više nije mogla obraniti, pa ju je Jelena predala austrijskim postrojbama, a sama postala zatočenicom.

### Zarobljeništvo, izgnanstvo i smrt
Zarobljenu su groficu bečki carski vlastodršci zatočili u jednom austrijskom samostanu, gdje je, jedno vrijeme zajedno sa svoje dvoje djece, provela sedam godina. Za to se vrijeme njen suprug Thököly i dalje u sjeveroistočnoj Ugarskoj borio sa svojim Kurucima protiv habsburške vojske. Spletom okolnosti došlo je do razmjene zarobljenika i Jelena se 1695. godine vratila svome mužu.
Godine 1699. došlo je sklapanja Karlovačkog mira, te su supružnici, nalazivši se na poraženoj strani, morali otići u izgnanstvo u Tursku. Tamo je Jelena živjela neko vrijeme u carigradskoj četvrti Galata, a zatim sve do svoje smrti 18. veljače 1703. u gradu Nikomediji, današnjem Izmitu.

## Naslijeđe
Jelena Zrinski smatra se, osobito u Mađarskoj, jednom od najvećih nacionalnih heroina, patriotkinja i boraca za slobodu, koja se suprotstavila, premda na kraju bezuspješno, apsolutističkim i centralističkim nastojanjima središnje državne vlasti. Njen još slavniji sin Franjo II. Rákóczy nastavio je borbu za ugarsku nezavisnost (1703. – 1711.), ali također nije uspio. 
Posmrtni ostaci hrabre i odlučne hrvatske grofice (ženidbom i ugarske kneginje) prebačeni su 1906. godine u Košice (tada ugarski, a danas slovački grad), u tamošnju katedralu svete Elizabete, gdje su pokopani uz grob njezinog sina.

## Vanjske poveznice
- Rodoslovlje obitelji Zrinski s češko-mađarskom varijantom njihovih imena
- Medalja s likom Jelene Zrinske
- Turistička zajednica Međimurja
- Zator članova obitelji Zrinski